# 扯根菜
扯根菜（学名：Penthorum chinense）为虎耳草科扯根菜属下的一个种。其地上乾燥部份可入藥，稱為趕黃草。

## 延伸阅读
[在维基数据编辑]
 《植物名實圖考·扯根菜》，出自吳其濬《植物名實圖考》